# Teatro Camino
El Teatro Camino es un teatro chileno ubicado en la comunidad ecológica de Peñalolén, Santiago de Chile. Desde su inauguración nació como una corporación sin fines de lucro por la cosmovisión de su fundador, el reconocido actor chileno Héctor Noguera. 
Donde además de mostrar y producir teatro, se proporcionan una gran gama de clases y talleres artísticos.

## Historia
Teatro Camino nace como una organización sin fines de lucro. Sus principales objetivos son desarrollar un lugar apropiado para las artes escénicas, difundirlas e investigarlas.
Este teatro, se materializa hacia fines de los años 1990 con director artístico y fundador al considerado actor chileno, Héctor Noguera. Quien después de crear una compañía de teatro con el mismo nombre, quiso hacer trascender esta a través del tiempo y con expiraciones más amplias, ligándola así, al Teatro Camino. Como él mismo expone: ‘’El apelativo surgió a raíz de que este grupo estaba constantemente “en camino a algún lugar” a través de giras y la creación de nuevos proyectos’’. Pero también se debe al pensamiento artístico de este actor, es decir que éstas son constantes proyecciones hacia el futuro.
Desde su puesta en marcha, la institución ha ido avanzando constantemente en distintos ámbitos, desde su infraestructura, la calidad de las clases, las puestas en escena, entre otros. 
Así, el Teatro apunta a explorar el intercambio cultural con destacados artistas mundiales y nuevas puestas en marcha Ejemplo de esto son los cursos y trabajos de dirección realizados por Alexander Stillmark, César Brie, Raúl Ruiz, Adel Hakim y Michael Radford, entre otros.
Este es un teatro que ocupa espacios más reducidos, por ende, un teatro más bien íntimo, un teatro más esencial, para un público que conecta de otra manera y que no necesita de grandes alardes escenográficos. Por tanto se produce una comunicación más directa, más vivencial entre los actores y su público.

## Misión y visión del Teatro Camino
Como toda corporación artística apunta a ser un reconocido espacio de desarrollo cultural a través de la producción, investigación enseñanza y difusión de las artes escénicas, preparando a sus alumnos, profesores y representantes para difundir una verdadera puesta en escena de la cultura chilena.
Por su parte, el teatro pretende generar actividades, clases y así mismo, programar local e internacionalmente cursos que eleven el nivel del teatro en Chile, y le permitan al público disfrutar y acceder a este.

## Clases
Teatro Camino, intentando ampliar la cultura al público general, desarrolla talleres y ciclos anuales y trimestrales dirigidos a distintos públicos, como:
- Festival Internacional de Danza Movimiento 6
- Selección Nacional (dedicado a la promoción de la dramaturgia chilena actual)
- ciclo de Teatro Familiar (obras educacionales)
- Taller Trimestral I de Actuación Adulto
- Taller Trimestral I de Actuación Jóvenes
- Taller Anual de Actuación

## Preuniversitario Teatral
Teatro Camino cuenta con un preuniversitario enfocado en los jóvenes que desean estudiar teatro. Todos estos programas apuntan a quienes desean profundizar sus inquietudes, conocimiento y aptitudes respecto del teatro y las artes escénicas en general.
Proporcionando nuevos conocimientos, y la ayuda de quienes ya han pasado por el camino de tener que rendir una prueba especial en las universidades tradicionales (aparte de la PSU) para ingresar a carreras artísticas como lo son el teatro y la danza.